# Мигалиха (Дальнеконстантиновский район)
Мигалиха — село в Дальнеконстантиновском районе Нижегородской области. Входит в состав Суроватихинского сельсовета.

## География
Находится в 20 км от Дальнего Константинова и в 61 км от Нижнего Новгорода.

## История
В «Списке населенных мест» Нижегородской губернии по данным за 1859 год значится как владельческая деревня при речке Сечуге в 55 верстах от Нижнего Новгорода. В деревне насчитывалось 138 дворов и проживало 806 человек (382 мужчины и 424 женщины). В национальном составе населения преобладали терюхане. По состоянию на 1884 год в деревне функционировал дёгтярный завод.

## Население
| 2002 | 2010 |
| ---- | ---- |
| 188  | ↘134 |

Национальный состав
Согласно результатам переписи 2002 года, в национальной структуре населения русские составляли 98 % из 188 человек.